# 吉莉恩·罗尔顿
吉莉恩·罗尔顿（英語：Gillian Rolton，1956年5月3日—2017年11月18日），澳大利亚女子马术运动员。她曾代表澳大利亚参加1992年和1996年夏季奥林匹克运动会马术比赛，获得二枚金牌。